# Giacomo Serpotta
Giacomo Serpotta lub Giacomo Serpòtta (ur. 10 marca 1656 w Palermo, zm. 27 lutego 1732 tamże) – włoski rzeźbiarz, tworzący głównie stiuki w stylu rokoko na Sycylii.
Wykształcony w Palermo w rzemieślniczej tradycji sztukaterii, udoskonalił tę technikę, dodając jej ekspresji i autentyczności. Inspirował się barokiem rzymskim i neapolitańskim, tworząc putta, eleganckie alegorie, ornamenty, perspektywiczne płaskorzeźby, zaaranżowane w ekspresyjne sceny grupowe tzw. „teatry”. Jego najwcześniejszym osiągnięciem w Palermo jest oratorium Madonna del Deserto in S. Mercurio (1678), po którym stworzył kolejne dzieła, takie jak Oratorio della Carità in S. Bartolomeo degli Incurabili (1679) i konny pomnik Karola II w Mesynie (1680-81) oraz ołtarze kościoła del Carmine (1684): bogate sceny figuralne osadzone w spiralach gigantycznych kolumn. Kolejne jego dzieła to głównie dekoracje oratoriów, które wykazują coraz bardziej wyszukaną strukturę kompozycyjną: oratorium del Rosario in S. Zita (rozpoczęte w 1686; część absydy zbudowana w 1717), S. Francesco i S. Lorenzo (1700-1705), del Rosario in S. Domenico (ok. 1710-17) itd. Jego prace znajdują się także w Agrygencie i Alcamo. Jego brat Giuseppe (1653-1718) i jego syn Procopio (1677-1755) współpracowali z nim w realizacji prac również w innych miastach Sycylii (Mesyna, Alcamo itp.)

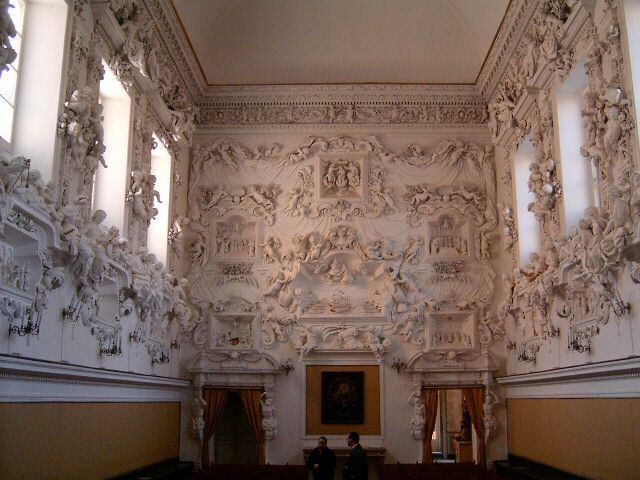
Oratorio di Santa Cita, Palermo
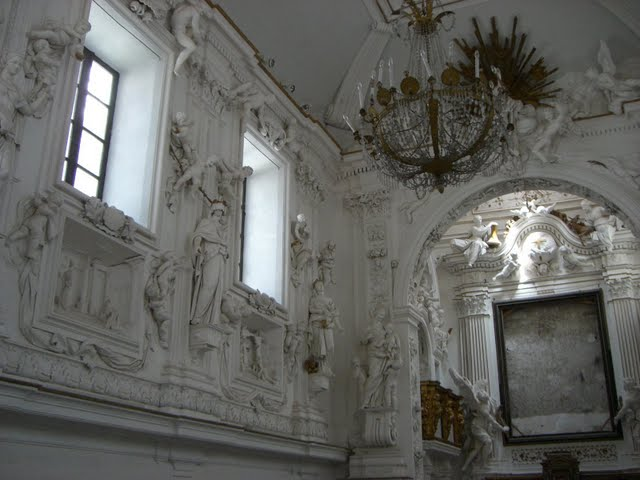
Oratorio di San Lorenzo, Palermo
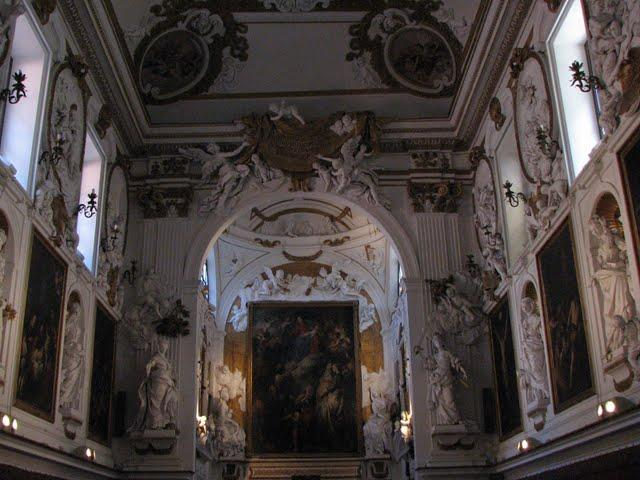
Oratorio di San Domenico, Palermo
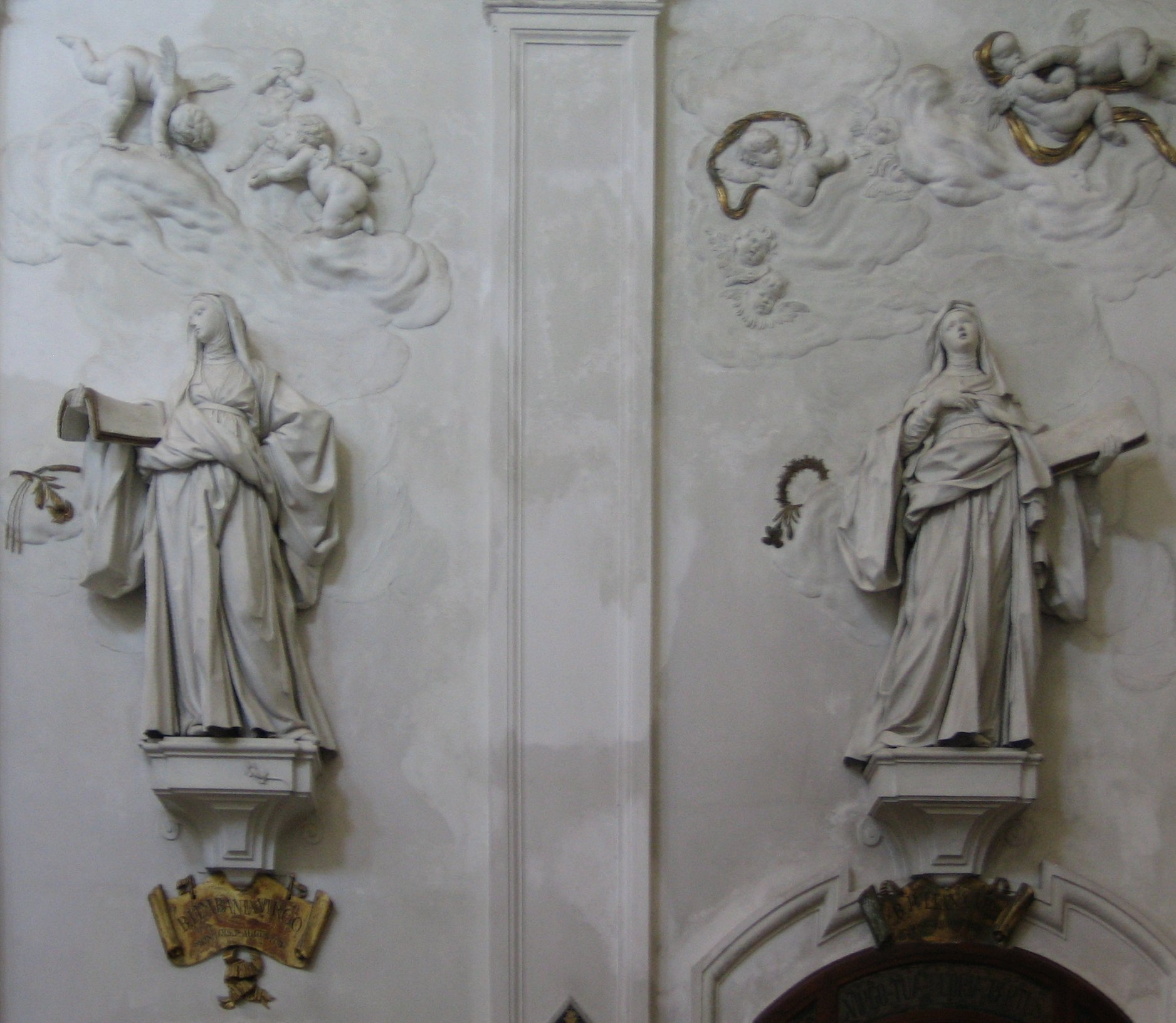
Oratorio di San Domenico
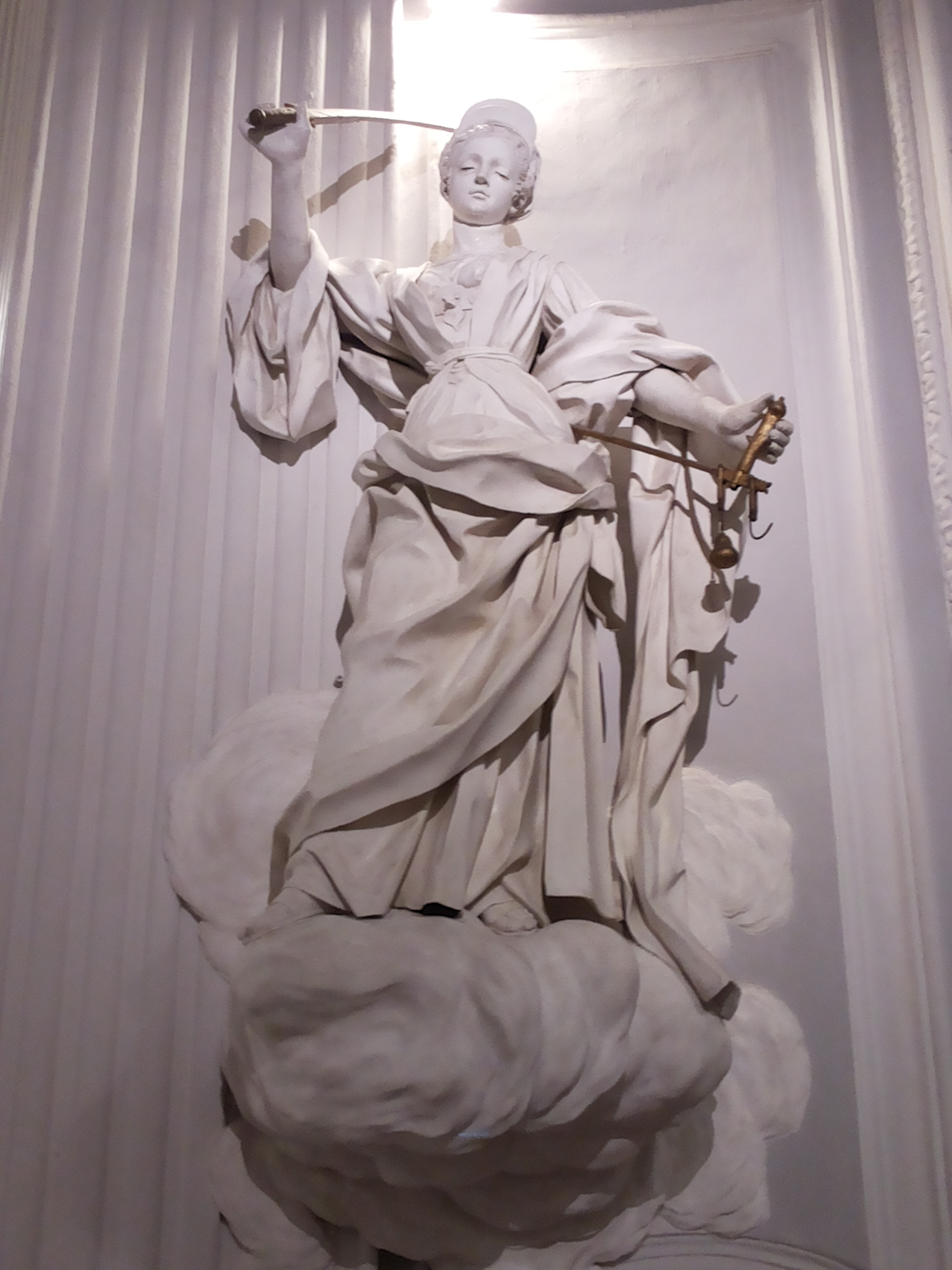
Sprawiedliwość, rzeźba z 1722 r. (kościół S. Cosma e Damiano w Alcamo)
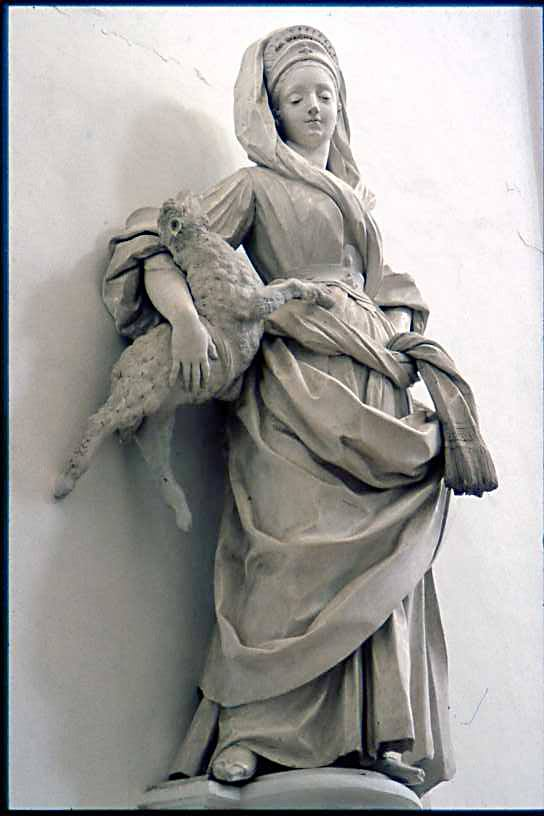
Łagodność, rzeźba z 1724 r. (Badia Nuova w Alcamo)
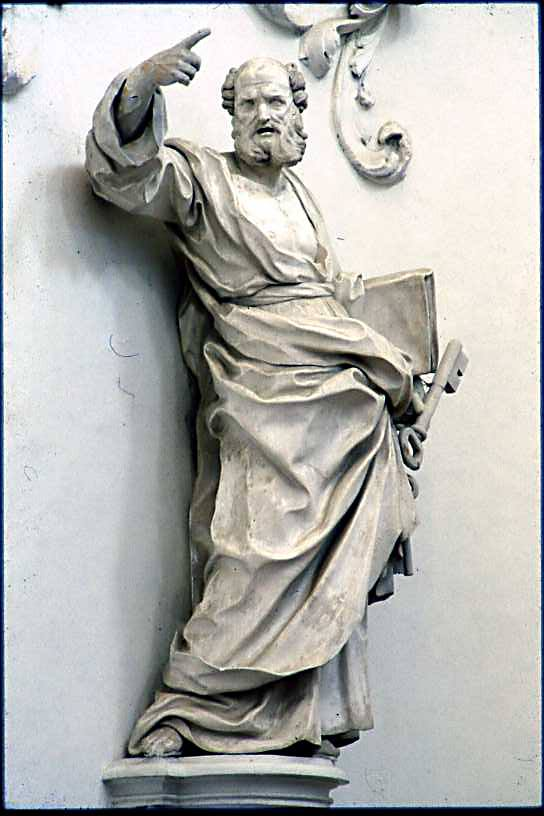
Św. Piotr, (Badia Nuova w Alcamo)